# Liste der Straßen in Oer-Erkenschwick
Die Liste der Straßen in Oer-Erkenschwick listet die Namen aller 253 im Gebiet der Stadt Oer-Erkenschwick liegenden Straßen auf und erläutert, sofern möglich, deren Herkunft.

## Postleitzahl
Die Postleitzahl, die in der ganzen Stadt gültig ist, lautet 45739. Sie gilt für die Brief- und Paketzustellung.

## Telefonvorwahlen
Die Telefonvorwahl im gesamten Gebiet der Stadt Oer-Erkenschwick lautet 02368.

## Straßenliste
| Straßenname                 | Bedeutung | Anmerkungen |
| --------------------------- | --- | --- |
| Agnesstraße                 | benannt nach dem weiblichen Vornamen Agnes                                                                     | |
| Ahornstraße                 | benannt nach der Pflanzengattung Ahorn                                                                         | |
| Ahsener Allee               | führt in Richtung des Dattelner Stadtteils Ahsen                                                               | liegt in der Hügellandschaft Haard                                                                                  |
| Ahsener Straße              | führt in Richtung des Dattelner Stadtteils Ahsen                                                               | Landstraßre 889 (L 889)                                                                                             |
| Akazienweg                  | benannt nach der Pflanzengattung Akazie                                                                        | |
| Albertstraße                | benannt nach dem männlichen Vornamen Albert                                                                    | |
| Albrechtstraße              | benannt nach dem männlichen Vornamen Albrecht                                                                  | |
| Am Förderturm               | siehe Förderturm                                                                                               | das Fördergerüst der Zeche Ewald Fortsetzung Schacht 3 steht hier                                                   |
| Am Hain                     | | |
| Am Hilgenbach               | | |
| Am Kippgarten               | | |
| Am Schillerpark             | | |
| Am Stimbergpark             | | |
| Am Weidenbaum               | | |
| Amselweg                    | benannt nach der Vogelgattung Amsel                                                                            | |
| An der Aue                  | | |
| An der Bredde               | | |
| An der Dillenburg           | | |
| An der Feuerwache           | | hier steht die Feuerwache der Stadt Oer-Erkenschwick                                                                |
| An der Stimbergschule       | | |
| An der Zechenbahn           | | |
| Auf dem Kolven              | | |
| Auf'm Heidacker             | | |
| August-Schmidt-Straße       | benannt nach dem deutschen Gewerkschafter August Schmidt                                                       | |
| Auguststraße                | benannt nach dem männlichen Vornamen August                                                                    | |
| Bachstraße                  | benannt nach dem deutschen Komponist Johann Sebastian Bach                                                     | |
| Barbarastraße               | benannt nach der Schutzpatronin der Bergleute Barbara von Nikomedien                                           | |
| Beethovenstraße             | benannt nach dem deutschen Komponisten Ludwig van Beethoven                                                    | |
| Bergstraße                  | | |
| Berliner Platz              | benannt nach der deutschen Hauptstadt Berlin                                                                   | die Stadthalle der Stadt Oer-Erkenschwick steht hier                                                                |
| Bernhardstraße              | benannt nach dem männlichen Vornamen Bernhard                                                                  | |
| Birkenweg                   | benannt nach der Pflanzengattung Birke                                                                         | |
| Blumenstraße                | | |
| Börster Grenzweg            | | |
| Börster Weg                 | Die Straße führt in Richtung der Recklinghäuser Bauerschaft Börste                                             | |
| Bossbrauck                  | | |
| Brahmsstraße                | benannt nach dem deutschen Komponist Johannes Brahms                                                           | |
| Brandenburger Straße        | benannt nach der deutschen Stadt Brandenburg an der Havel                                                      | |
| Brauckweg                   | | |
| Brechtstraße                | benannt nach dem deutschen Lyriker Bertolt Brecht                                                              | |
| Breslauer Straße            | benannt nach der Stadt Wroclaw (deutsch: Breslau)                                                              | |
| Brinkmannstraße             | | |
| Buchenstraße                | benannt nach der Pflanzengattung Buche                                                                         | |
| Buhrort                     | | |
| Buschstraße                 | | |
| Christoph-Stöver-Straße     | | das Willy-Brandt-Gymnasium steht hier                                                                               |
| Dahlbredde                  | | |
| Dahlienweg                  | benannt nach der Pflanzengattung Dahlie                                                                        | |
| Danziger Straße             | benannt nach der Stadt Gdańsk (deutsch: Danzig)                                                                | |
| Denningsgraben              | benannt nach dem Bach Denningsgraben der hier verläuft                                                         | |
| Devensstraße                | | Landstraße 511 (L 511)                                                                                              |
| Donaustraße                 | benannt nach dem Fluss Donau                                                                                   | |
| Dresdener Straße            | benannt nach der deutschen Stadt Dresden                                                                       | |
| Drosselweg                  | benannt nach der Vogelart Drossel                                                                              | |
| Eichendorffstraße           | benannt nach dem deutschen Schriftsteller Joseph von Eichendorff                                               | |
| Elbestraße                  | benannt nach dem Fluss Elbe                                                                                    | |
| Elisabethstraße             | benannt nach dem weiblichen Vornamen Elisabeth                                                                 | |
| Elsa-Brandström-Straße      | benannt nach der schwedischen Philanthropin Elsa Brändström                                                    | |
| Emscherstraße               | benannt nach dem Fluss Emscher                                                                                 | |
| Engelbertstraße             | | hier steht die Heinrichs Arena am Stimberg (bis 2024: Stimbergstadion), Heimspielstätte der SpVgg Erkenschwick      |
| Engelskamp                  | | |
| Erkenschwicker Weg          | | liegt in der Hügellandschaft Haard                                                                                  |
| Erlenweg                    | benannt nach der Pflanzengattung Erle                                                                          | |
| Ernststraße                 | benannt nach dem männlichen Vornamen Ernst                                                                     | |
| Esseler Bruch               | | |
| Esseler Straße              | führt in Richtung des Recklinghäuser Stadtteils Essel                                                          | die Sportanlage Esseler Straße befindet sich hier, Heimspielstätte von Titania Erkenschwick, Landstraße 889 (L 889) |
| Ewaldstraße                 | benannt nach dem männlichen Vornamen Ewald                                                                     | Schacht 1, 2 und 3 der ehemaligen Zeche Ewald Fortsetzung befanden sich hier, Kreisstraße 43 (K 43)                 |
| Feldstraße                  | | |
| Fichtestraße                | benannt nach der Pflanzengattung Fichte                                                                        | |
| Finkenweg                   | benannt nach der Vogelgattung Finken                                                                           | |
| Flaesheim Meiler            | | |
| Flaesheimer Weg             | führt in Richtung des Halterner Stadtteils Flaesheim                                                           | liegt in der Hügellandschaft Haard                                                                                  |
| Flaesheimer Straße          | führt in Richtung des Halterner Stadtteils Flaesheim                                                           | |
| Fliederweg                  | benannt nach der Pflanzengattung Flieder                                                                       | |
| Föhrenweg                   | benannt nach der Pflanzengattung Föhre                                                                         | |
| Freiheitstraße              | | |
| Freiligrathstraße           | benannt nach dem deutschen Lyriker Ferdinand Freiligrath                                                       | |
| Friedhofstraße              | führt in Richtung des städtischen Friedhofs                                                                    | Landstraße 889 (L 889)                                                                                              |
| Fritz-Husemann-Straße       | benannt nach dem deutschen Gewerkschafter und Politiker Fritz Husemann (SPD)                                   | |
| Fritz-Reuter-Straße         | benannt nach dem deutschen Schriftsteller Fritz Reuter                                                         | |
| Gartenstraße                | | |
| Geistfeldweg                | | |
| Geranienweg                 | benannt nach der Pflanzengattung Geranie                                                                       | |
| Ginsterweg                  | benannt nach der Pflanzengattung Ginster                                                                       | |
| Glück-Auf-Straße            | benannt nach dem Bergmannsgruß Glückauf                                                                        | |
| Goethestraße                | benannt nach dem deutschen Dichter Johann Wolfgang von Goethe                                                  | |
| Gregorstraße                | benannt nach dem männlichen Vornamen Gregor                                                                    | |
| Grevelstraße                | | |
| Grimmweg                    | benannt nach den Sprachwissenschaftlern Brüder Grimm                                                           | |
| Groß-Erkenschwicker-Straße  | | Landstraße 798 (L 798)                                                                                              |
| Grüner Weg                  | | |
| Haardgrenzweg               | | |
| Haardstraße                 | führt in Richtung er Hügellandschaft Haard                                                                     | |
| Hagemer Weg                 | führt zum Dattelner Stadtteil Hagem                                                                            | |
| Halluinstraße               | benannt nach der französischen Stadt Halluin, mit der Oer-Erkenschwick eine Städtepartnerschaft pflegt         | |
| Halterner Weg               | führt in Richtung der Stadt Haltern am See                                                                     | liegt in der Hügellandschaft Haard                                                                                  |
| Händelweg                   | benannt nach dem deutschen Komponist Georg Friedrich Händel                                                    | |
| Hans-Böckler-Straße         | benannt nach Hans Böckler, deutscher Politiker und erster Vorsitzender des Deutschen Gewerkschaftsbundes (DGB) | |
| Hauerweg                    | benannt nach dem Bergmannsberuf Hauer                                                                          | |
| Haydnstraße                 | benannt nach dem österreichischen Komponisten Joseph Haydn                                                     | |
| Heinenbohm                  | | |
| Heinestraße                 | benannt nach dem deutschen Schriftsteller und Dichter Heinrich Heine                                           | |
| Heinrichstraße              | benannt nach dem männlichen Vornamen Heinrich                                                                  | |
| Heinrich-Imbusch-Straße     | benannt nach dem deutschen Gewerkschafter und Politiker Heinrich Imbusch (Zentrumspartei)                      | |
| Heinrich-Imig-Straße        | benannt nach dem deutschen Politiker Heinrich Imig (SPD)                                                       | |
| Heinz-Netta-Straße          | benannt nach dem aus Oer-Erkenschwick stammenden Politiker Heinz Netta                                         | |
| Henri-Dunant-Straße         | benannt nach dem Schweizer Friedensnobelpreisträger Henry Dunant                                               | |
| Herbertstraße               | benannt nach dem männlichen Vornamen Herbert                                                                   | |
| Hermann-Löns-Straße         | benannt nach dem deutschen Schriftsteller Hermann Löns                                                         | |
| Hinsbergstraße              | führt zur Recklinghäuser Siedlung Hinsberg                                                                     | |
| Hochstraße                  | | |
| Höhenweg                    | | |
| Holtgarde                   | | Kreisstraße 17 (K 17)                                                                                               |
| Holunderweg                 | benannt nach der Pflanzengattung Holunder                                                                      | |
| Horneburger Straße          | führt zum Dattelner Stadtteil Horneburg                                                                        | Landstraße 511 (L 511)                                                                                              |
| Hovelfeldweg                | | |
| Hubbertweg                  | | |
| Hübelkamp                   | | |
| Hügelstraße                 | | |
| Im Bickefeld                | | |
| Im Busch                    | | |
| Im Buschkamp                | | |
| Im Haferfeld                | | |
| Im Heitkamp                 | | |
| Im Ort                      | | |
| In den Kämpen               | | |
| In der Kneife               | | |
| In der Lusenheide           | | |
| Industriestraße             | | |
| Jahnstraße                  | | |
| Jasminweg                   | benannt nach der Pflanzengattung Jasminum                                                                      | |
| Johannesstraße              | benannt nacht dem männlichen Vornamen Johannes                                                                 | |
| Josefstraße                 | benannt nach dem männlichen Vornamen Josef                                                                     | |
| Kampstraße                  | | |
| Kaninchenbergweg            | | |
| Kantstraße                  | benannt nach dem deutschen Philosophen Immanuel Kant                                                           | |
| Karl-Legien-Straße          | benannt nach dem deutschen Gewerkschafter und Politiker Karl Legien (SPD)                                      | |
| Karlstraße                  | benannt nach dem männlichen Vornamen Karl                                                                      | die Schächte 4 und 5 der ehemaligen Zeche Ewald Fortsetzung befanden sich hier                                      |
| Kastanienweg                | benannt nach der Pflanzengattung der Kastanien                                                                 | |
| Kästnerweg                  | benannt nach dem deutschen Schriftsteller Erich Kästner                                                        | |
| Kiefernweg                  | benannt nach der Pflanzengattung Kiefer                                                                        | |
| Kiesenfeldweg               | | |
| Kirchstraße                 | | |
| Klein-Erkenschwicker-Straße | | die katholische Kirche Christus König steht hier, Kreisstraße 19 (K 19)                                             |
| Knappenstraße               | benannt nach der früheren Bezeichnung für einen Bergmann, der seine Lehre abgeschlossen hat                    | |
| Königsberger Straße         | benannt nach der ehemaligen preußischen Hauptstadt Königsberg, heute Kaliningrad, Russland                     | |
| Körnerstraße                | | |
| Krawehlstraße               | | |
| Krikedillweg                | | |
| Landwehrring                | | |
| Lavendelweg                 | benannt nach der Pflanzengattung Lavendel                                                                      | |
| Leharstraße                 | benannt nach dem österreichischen Komponisten Franz Lehár                                                      | |
| Leipziger Straße            | benannt nach der deutschen Stadt Leipzig                                                                       | |
| Lerchenweg                  | benannt nach der Vogelgattung Lerche                                                                           | |
| Lessingstraße               | benannt nach dem deutschen Dichter Gotthold Ephraim Lessing                                                    | |
| Lindenstraße                | benannt nach der Pflanzengattung Linde                                                                         | |
| Lippestraße                 | benannt nach dem Fluss Lippe                                                                                   | |
| Lohhäuser Straße            | | |
| Longbentonstraße            | benannt nach dem englischen Ort Longbenton, zu dem Oer-Erkenschwick eine Städtepartnerschaft pflegt            | |
| Lübbenauer Straße           | benannt nach der deutschen Stadt Lübbenau/Spreewald                                                            | |
| Ludwigstraße                | benannt nach dem männlichen Vornamen Ludwig                                                                    | Landstraße 798 (L 798)                                                                                              |
| Markenweg                   | | |
| Marktstraße                 | | |
| Meisenweg                   | benannt nach der Vogelgattung Meise                                                                            | |
| Memelstraße                 | benannt nach dem Fluss Memel                                                                                   | |
| Michaelstraße               | benannt nach dem männlichen Vornamen Michael                                                                   | |
| Moselstraße                 | benannt nach dem Fluss Mosel                                                                                   | |
| Mozartstraße                | benannt nach Wolfgang Amadeus Mozart, Komponist der Wiener Klassik                                             | |
| Mutter-Teresa-Straße        | benannt nach der indischen Friedensnobelpreisträgerin Mutter Teresa                                            | |
| Neckarstraße                | benannt nach dem Fluss Neckar                                                                                  | |
| Nelkenweg                   | benannt nach der Pflanzengattung Nelke                                                                         | |
| Nigelenkamp                 | | |
| Norbertstraße               | benannt nach dem männlichen Vornamen Norbert                                                                   | |
| Nußbaumweg                  | benannt nach der Pflanze aus der Familie der Walnussgewächse und der Haselnussgewächse                         | die Wilhelm-Heimann-Sportanlage befindet sich hier, Heimspielstätte vom SV DJK Grün-Weiß Erkenschwick               |
| Oberdorfweg                 | | |
| Obersinsener Straße         | | |
| Oderstraße                  | benannt nach dem Fluss Oder                                                                                    | |
| Olga-Eckstein-Straße        | benannt nach der deutschen Kunst- und Turmspringerin Olga Eckstein                                             | |
| Otto-Hue-Straße             | benannt nach dem deutschen Gewerkschafter und Politiker Otto Hue (SPD)                                         | die katholische Kirche St. Josef steht hier                                                                         |
| Paracelsusweg               | benannt nach dem Schweizer Arzt Paracelsus                                                                     | |
| Pastor-Schmitz-Weg          | | |
| Pastoratsweg                | | |
| Paulstraße                  | benannt nach dem männlichen Vornamen Paul                                                                      | |
| Platanenring                | | |
| Pniewystraße                | benannt nach der polnischen Stadt Pniewy, mit der Oer-Erkenschwick eine Städtepartnerschaft pflegt             | |
| Pregelstraße                | benannt nach dem Fluss Pregel                                                                                  | |
| Quellenkamp                 | | |
| Raiffeisenstraße            | benannt nach der Raiffeisengenossenschaft                                                                      | |
| Rapener Straße              | | |
| Rathausplatz                | | hier steht das Rathaus der Stadt Oer-Erkenschwick                                                                   |
| Recklinghäuser Straße       | Diese Straße führt zur Stadt Recklinghausen.                                                                   | Kreisstraße 19 (K 19)                                                                                               |
| Reifsfeldstraße             | | |
| Rheinstraße                 | benannt nach dem Fluss Rhein                                                                                   | |
| Richard-Wagner-Straße       | benannt nach dem deutschen Komponist Richard Wagner                                                            | |
| Riedstraße                  | | |
| Robertstraße                | benannt nach dem männlichen Vornamen Robert                                                                    | |
| Rosenweg                    | benannt nach der Pflanzengattung Rose                                                                          | |
| Rostocker Straße            | benannt nach der deutschen Stadt Rostock                                                                       | |
| Rübenkämpe                  | | |
| Rudolfstraße                | benannt nach dem männlichen Vornamen Rudolf                                                                    | |
| Rügener Straße              | benannt nach der deutschen Ostseeinsel Rügen                                                                   | |
| Ruhrstraße                  | benannt nach dem Fluss Ruhr                                                                                    | |
| Schachtstraße               | führte zu den Schächten 4 und 5 der ehemaligen Zeche Ewald Fortsetzung                                         | |
| Schäferweg                  | | |
| Schillerstraße              | benannt nach Johann Christoph Friedrich von Schiller, deutscher Dichter, Philosoph und Historiker              | Landstraße 798 (L 798)                                                                                              |
| Schlingweg                  | | |
| Schmaler Weg                | | |
| Schubertstraße              | benannt nach dem österreichischen Komponist Franz Schubert                                                     | |
| Schulstraße                 | benannt nach der einstigen „Alten Schule“ in Oer                                                               | |
| Schultenstraße              | | |
| Schumannstraße              | benannt nach dem deutschen Komponist Robert Schumann                                                           | |
| Schüttacker                 | | |
| Schwalbenweg                | benannt nach der Vogelgattung Schwalbe                                                                         | |
| Schweriner Straße           | benannt nach der deutschen Stadt Schwerin                                                                      | |
| Sinsener Straße             | führt in Richtung des Marler Stadtteils Sinsen                                                                 | Landstraße 798 (L 798)                                                                                              |
| Steinacker                  | | |
| Steinrapener Weg            | | Kreisstraße 17 (K 17)                                                                                               |
| Sterngasse                  | | |
| Stettiner Straße            | benannt nach der Stadt Stettin, der ehemaligen Hauptstadt der Provinz Pommern, heute in Polen                  | |
| Steverstraße                | benannt nach dem Fluss Stever                                                                                  | |
| Stimbergstraße              | | |
| Talstraße                   | | |
| Tannenweg                   | benannt nach der Pflanzengattung Tanne                                                                         | |
| Taubenweg                   | benannt nach der Vogelgattung Taube                                                                            | |
| Theodorstraße               | benannt nach dem männlichen Vornamen Theodor                                                                   | |
| Tulpenweg                   | benannt nach der Pflanzengattung Tulpe                                                                         | |
| Uferweg                     | | |
| Uhlandstraße                | benannt nach dem deutschen Dichter Ludwig Uhland                                                               | |
| Ulmenweg                    | benannt nach der Pflanzengattung Ulme                                                                          | |
| Verbandstraße               | | Landstraße 511 (L 511)                                                                                              |
| Veilchenweg                 | benannt nach der Pflanzengattung Veilchen                                                                      | |
| Verbindungsstraße           | | |
| Von-Waldthausen-Straße      | | |
| Voßacker                    | | |
| Waldenburger Straße         | benannt nach der Stadt Waldenburg (Schlesien), heute Wałbrzych, Polen                                          | |
| Waldstraße                  | | |
| Walterstraße                | benannt nach dem männlichen Vornamen Walter                                                                    | |
| Weichselstraße              | benannt nach dem Fluss Weichsel                                                                                | |
| Weidenstraße                | | |
| Werderstraße                | | |
| Werkstraße                  | | |
| Weserstraße                 | benannt nach dem Fluss Weser                                                                                   | |
| Westfalenring               | benannt nach der Region Westfalen                                                                              | |
| Westfeldweg                 | | |
| Wiechertstraße              | benannt nach dem deutschen Schriftsteller Ernst Wiechert                                                       | |
| Wiesenstraße                | | |
| Wilhelm-Busch-Straße        | benannt nach dem deutschen Dichter Wilhelm Busch                                                               | |
| Wilhelmstraße               | benannt nach dem männlichen Vornamen Wilhelm                                                                   | |
| Winkelsfeld                 | | |
| Wittekindstraße             | | |
| Wittlohstraße               | | |
| Zillestraße                 | benannt nach dem sozialkritischen Maler Heinrich Zille                                                         | |
| Zum Gutacker                | | |

- Karte mit allen verlinkten Seiten:
- OSM |
- WikiMap